# Melipotis stygialis
Melipotis stygialis är en fjärilsart som beskrevs av Augustus Radcliffe Grote 1878. Melipotis stygialis ingår i släktet Melipotis och familjen nattflyn. Inga underarter finns listade i Catalogue of Life.